# スーサイド・サイレンス
スーサイド・サイレンス (Suicide Silence) は、アメリカ合衆国カリフォルニア州リバーサイドで結成された5人組デスコアバンド。バンドの構成はボーカル、ギター ×2、ベース、ドラムの5人から成る。
デスコアと呼ばれるグラインドコア、デスメタルなどの主に1990年代初頭のメタルの影響を強く受けたサウンドを特徴とする。

## 略歴
- 2002年、当時それぞれのバンドで活躍していたメンバーのサイドプロジェクトとしてバンド結成。
- 2004年、メンバーチェンジを繰り返し、本格的に活動開始。
- 2005年3月30日、EP『スーサイド・サイレンス（Suicide Silence）』をアメリカの((SOS)) Recordsよりリリース。(イギリスでは同日、In At The Deep Endよりリリース。)
- 2007年9月18日、ファーストフルアルバム『クレンジング（The Cleansing）』をセンチュリー・メディア・レコードよりリリース。スタティック-Xのプロデュースなどで知られるJohn Travisがプロデューサーを勤め、Tue Madsenがミキシングを担当。同アルバムはBillboard初登場94位を記録し、1988年設立の老舗ヘヴィメタルレーベル、センチュリー・メディア・レコードのデビューアルバムとして最高位をマークした。
- 2009年6月30日、セカンドアルバム『ノー・タイム・トゥ・ブリード（No Time to Bleed）』をセンチュリー・メディア・レコードよりリリース。同アルバムは通常版のほかに、 Exclusive Hot Topic Edition、 iTunes edition、vinyl edition、Maximum Bloodshed Editionの5種類のバージョンが発売されている。また本アルバムには、1996年に米国のある家庭で飼育されていたチンパンジー『トラビス』が突然狂暴化し、飼い主の友人女性の顔面全体を食い千切り、警官に射殺された事件に関するインストルメンタル曲「...And Then She Bled」が含まれる[3]。
- 2012年11月1日、ボーカルのミッチ・ラッカーがバイク事故により他界。
- 2013年10月、新ボーカルとしてオール・シャル・ペリッシュのヘルナン"エディ"ヘルミダが加入。同時に彼のオール・シャル・ペリッシュ脱退が発表された。
- 2014年7月9日、アルバム『ユー・キャント・ストップ・ミー（You Can't Stop Me）』が日本で先行発売された。
- 2016年8月、去年キャンセルされた初ジャパンツアーのリベンジを決行[4][5]。

## メンバー

### 現メンバー
- ヘルナン"エディ"ヘルミダ（Hernan"Eddie"Hermida）- ボーカル（2013年 - ）
- クリス・ガーザ（Chris Garza）- ギター（2002年 - ）
- マーク・ヘイルマン（Mark Heylmun）- ギター（2005年 - ）
- ダン・ケニー（Dan Kenny）- ベース（2008年 - ）
- アーニー・イニゲス（Ernie Iniguez）- ドラム（2022年 - ）

### 過去メンバー
- ジャスティン・トゥファノ（Justin Tufano）- ドラムス（2002年）
- クリス・グルセルスキー（Chris Grucelski）- ベース（2002年）
- マイク・オルハイザー（Mike Olheiser）- ベース（2003年）
- タナー・ウーマック（Tanner Womack）- ボーカル（2002年 - 2003年）
- リック・アッシュ（Rick Ash）- ボーカル（2002年 - 2005年）
- ジョシュ・ゴダード（Josh Goddard）- ドラム（2003年 - 2006年）
- マイク・ボドキンス（Mike Bodkins）- ベース、バックボーカル（2002年 - 2008年）
- ミッチ・ラッカー（Mitch Lucker）- ボーカル（2003年 - 2012年死去）
- アレックス・ロペス（Alex Lopez）- ドラム（2006年 - 2022年）